# Il violinista del diavolo
Il violinista del diavolo è un film del 2013 diretto da Bernard Rose avente come interprete il violinista David Garrett nella parte del famoso compositore e violinista genovese Niccolò Paganini.

## Trama
Il giovane virtuoso del violino e amante delle donne Niccolò Paganini, dissipa le sue energie tra gioco d'azzardo e stupefacenti, riducendosi a suonare per un pubblico che non capisce né apprezza il suo talento. Un giorno incontra il misterioso impresario e agente Urbani che, a seguito di un contratto "ambiguo", gli assicura la fama e il successo che agogna. Questi non si fanno attendere e ben presto Paganini si trova all'apice della carriera ed è acclamato in tutta Europa. Il suo nome è sinonimo di amori e scandali, esattamente ciò che il suo manager Urbani sta facendo del suo meglio per alimentare.
Anche il debutto a Londra, universalmente riconosciuta come nuova capitale del mondo, non tarda ad arrivare grazie all'interessamento dell'impresario e maestro d'orchestra inglese John Watson. A seguito di una macchinazione di Urbani, Paganini viene convinto (ed in qualche modo costretto) a raggiungere Londra. Qui incontra Watson, la sua amante Elisabeth Wells e la giovane Charlotte, figlia di Watson, con cui (dopo un inizio burrascoso) si instaura una complicità.
Le critiche dei giornali londinesi, in particolare da parte della giornalista Ethel Langham, unite alle manifestazioni di chi vuole mandare via Paganini apostrofandolo come "seguace del Demonio" rendono impossibile la permanenza in hotel e quindi Paganini e Urbani sono costretti a rifugiarsi a casa di Watson.
Durante il soggiorno il rapporto tra Paganini e la giovane Charlotte si fa sempre più stretto, anche grazie al talento nel canto di quest'ultima. Paganini si innamorerà perdutamente della giovane ragazza, contrariando Urbani che teme di perdere l'influenza che ha su di lui. Con l'avvicinarsi della data del concerto Urbani comincia a tessere le sue tele, fino a portare dalla loro parte anche la giornalista Ethel Langham.
Il concerto è un grande successo, ma la splendida esibizione in coppia di Paganini con Charlotte rende lampante il legame nascente tra i due che rischia di intralciare i progetti di Urbani, inizia così a elaborare un piano diabolico che vedrà Paganini vittima di un crudele inganno. Dopo un concerto, Urbani droga Paganini e lo convince che una prostituta sia in realtà l'amata Charlotte. La mattina seguente la giovane riceve una lettera che la indirizza alla camera d'albergo dove alloggiava il violinista e, trovandolo con un'altra, fugge via. Nel rincorrerla Paganini affronta la folla, che lo crede "figlio del diavolo" e stupratore di bambine, e entrambi vengono portati in prigione.
Dopo la scarcerazione (ad opera di Urbani) il violinista torna in Europa, a Vienna, dove riabbraccia il figlioletto Achille e cerca di cacciare via Urbani per partire infine per una serie di concerti dal quale però farà ritorno gravemente e irrimediabilmente malato. Nonostante l'amore che Paganini prova per Charlotte, lei si rifiuta di raggiungerlo, e diventa, grazie al concerto fatto con il maestro, una grande cantante lirica. La giovane intraprenderà una tournée negli Stati Uniti, si sposerà e avrà dei figli ma continuerà comunque la corrispondenza con Paganini.
Il violinista gravemente ammalato immagina di eseguire un'ultima volta la sua opera assieme all'amata Charlotte ormai lontana, vedendo infine, tra la nebbia, avvicinarsi la figura ammantata di Urbani.

## Produzione
Il violinista del diavolo è una "Produzione Summerstorm Entertainment" in coproduzione con Dorfilm, Construction Filmproduktion, Bayerischer Rundfunk e Arte in collaborazione con Bavaria Film Partners, Bahr Productions, FilmConfect, Sky, ORF e Film House Germany.
L'attore principale David Garrett è stato anche produttore esecutivo. Veronica Ferres è stata una co-produttrice. Il film è stato finanziato da FFF Bayern, FFA e DFFF, nonché da FFW, ÖFI e FISA in Austria. Il film è iniziato in Germania il 31 ottobre 2013.

## Distribuzione
Il film è uscito nelle sale cinematografiche italiane il 27 febbraio 2014.

## Accoglienza
Il film ha ricevuto recensioni contrastanti. La trama esile è stata criticata, ma il talento musicale di Garrett e la recitazione di Jared Harris e Andrea Deck, che interpreta il suo primo ruolo importante nel Violinista del diavolo, sono particolarmente elogiati.
(– Quotidiano serale di Monaco.)
(– Die Tageszeitung.)
(– Berliner Morgenpost.)
(– Cinema.)
(– Rheinische Post.)
(– Kinozeit.de.)
(– Programmkino.de.)
(Gioia Abbattista)